# Il mestiere di vivere
Il mestiere di vivere. Diario 1935-1950 è un diario dello scrittore Cesare Pavese nel quale l'autore annota, sotto forma di appunti frammentari, i suoi pensieri e le sue sensazioni. Iniziato dall'autore mentre era stato confinato dal regime fascista a Brancaleone (RC), e continuato fino alla sua morte, ne costituisce la sua autobiografia. Pubblicato per la prima volta nel 1952 da Einaudi a cura di Massimo Mila, Italo Calvino e Natalia Ginzburg, è tra le più importanti opere postume dello scrittore.

## Analisi dell'opera
Il diario venne iniziato da Pavese nell'ottobre del 1935 al confino di Brancaleone Calabro, dove era stato mandato nell'agosto di quell'anno a causa di una condanna del tribunale fascista e dove rimase fino al 1936. I pensieri, sempre piuttosto brevi ed incisivi, sono annotati con il giorno e il mese in cui sono stati scritti e si concludono con le note scritte il 18 agosto 1950, pochi giorni prima del suicidio che avvenne il 27 dello stesso mese.
Il diario inizia con la sezione "Secretum professionale - Ott.- dic. 1935 e febbr. 1936, a Brancaleone" che chiarisce subito le intenzioni dell'autore e si collega con il discorso che aveva iniziato con il Mestiere di poeta del 1934 e pubblicato poi in Lavorare stanca. Rifacendosi al Secretum di Petrarca, l'opera autobiografica che l'autore iniziò nel 1342 strutturata sotto forma di dialogo tra il poeta e Sant'Agostino alla presenza di una donna che simboleggia la Verità, intende richiamarsi alla forma di esperienza adottata dall'autore classico, cioè quella appunto della discussione, che presto diventa discorso con sé stesso, e quindi colloquio interiore che mette in evidenza il rapporto esistente tra il mestiere di poeta e il mestiere di vivere.
Il diario, che ha come precedente nella letteratura italiana moderna solamente lo Zibaldone di Leopardi, segue la linea della tradizione baudelairiana del diario intimo che registra non solo gli avvenimenti, ma che diventa un vero laboratorio di riflessione sul proprio lavoro di letterato e, come scrive Marziano Guglielminetti, "... si presenta come confessione esistenziale, ora sottilmente compiaciuta, ora crudamente impietosa, sino al punto in cui lo scrittore sembra tentare una sorta di psicoanalisi letteraria di se stesso".
In questa sua opera, come hanno evidenziato molti critici, si nota la contraddizione di Pavese che rimane in bilico tra la volontà di chiarezza e l'incapacità di superare quel romanticismo tipico di alcuni suoi atteggiamenti, come l'assillante richiamo al suicidio, il masochistico compiacimento di avvilirsi, il misoginismo, alcune ossessioni sessuali che, come scrive nel suo saggio Sergio Solmi, infondono a tutto il diario un accentuato "clima di solitudine esistenziale".
Con una scrittura ridotta all'essenziale e a volte molto cruda, tipica della sincerità che diventa confessione, si evidenziano nel diario i temi di tutta la sua opera, dalla disperata ricerca dell'amore alla tentazione del suicidio come ultima forma di controllo per porre fine ad una vita senza senso.

Nelle pagine di Pavese si è di fronte ad una forte aderenza alla realtà con al centro la quotidianità che contiene la solitudine 

## Contenuto
Le prime pagine del diario, quelle del 1935, sembrano essere caratterizzate dalla riflessione teorica sul legame tra poesia e racconto, ma già nelle pagine del 1936 vengono resi precisi quei punti di forza che denotano una riflessione intima ma fortemente strutturata.
Nelle parti successive ritorna il senso liturgico della sofferenza, inteso in senso laico, che è sempre rappresentato da un incontro umano e concreto
che immancabilmente si risolve in una delusione. Nascono così, nelle pagine del suo diario, nel ripetersi crudele di questo schema, quel tratto misogino che gli fa usare spesso brillanti aforismi sulle donne. I suoi amori, pur nello slancio sia fisico che morale, sono amori impossibili perché si incontrano con quella sua forma di impotenza che lo fa soffrire e gli fa scrivere parole amare:
Nella visione che Pavese ha della realtà, assolutamente razionale e laica, non c'è possibilità quindi di via d'uscita perché il dolore non serve, come per Kierkegaard, a redimere e come scrive nel diario
Rimane quindi, per Pavese, la tattica della fuga nel tentativo di evitare un destino che non si può evitare
Pavese, che esige la vita intesa come felicità, comprende che per rinunciarvi è necessaria la morte e il suicidio, inteso come ribellione, rimane l'unica possibilità di uscire, malgrado tutto, vincitore.
L'ultima, dolorosa nota del diario conferma ogni sua disillusione nei confronti del mondo e dell'amore, e anticipa quel suicidio che diverrà concreto pochi giorni più tardi
 (in data 18 agosto)
Sempre il 18 agosto scriveva la sua ultima preghiera: "Scrivo: o Tu, abbi pietà. E poi?".

## Edizioni
- Il mestiere di vivere (Diario 1935-1950), Collana Saggi n.157, Torino, Einaudi, 1952; Collana Supercoralli, Einaudi, 1962; Collana I gabbiani n.3, Milano, Il Saggiatore, 1964.
- in Opere, vol. X, a cura di Italo Calvino, Collana Nuovi Coralli n.59, Einaudi, 1968.
- Il mestiere di vivere. Diario 1935-1950. Nuova edizione condotta sull'autografo (con un'Appendice con le pagine autobiografiche di "Frammenti della mia vita trascorsa", "Pensieri cassati", "In sogno") a cura di Marziano Guglielminetti e Laura Nay, Collana Supercoralli, Torino, Einaudi, 1990-1997, ISBN 978-88-06-11863-1; Nuova introduzione di Cesare Segre, Collana ETascabili, Torino, Einaudi, 2000, ISBN 978-88-061-5323-6; Introduzione di Domenico Starnone, Collana ET Scrittori, Einaudi, 2020, ISBN 978-88-062-4594-8.
- Il mestiere di vivere. Diario 1935-1950 con il Taccuino segreto, Prefazione di Nadia Terranova, A cura di Salvatore Renna, Introduzione di Enrico Mattioda, con una testimonianza di Lorenzo Mondo, Collana BUR Contemporanea, Milano, BUR-Rizzoli, 2021, ISBN 978-88-171-5565-6.
- Il mestiere di vivere, A cura di Ivan Tassi, Collana I grandi libri, Milano, Garzanti, 2021, ISBN 978-88-118-1742-0.
- Il mestiere di vivere. Diario 1935-1950, Collana Highlander, Massa, Edizioni Clandestine, 2021, ISBN 978-88-659-6991-5.